# Замісць сонетів і октав
«Замісць сонетів і октав» (за сучасним правописом «Замість сонетів і октав») ─ третя[уточнити] збірка поезій українського поета Павла Тичини, яка вийшла друком у 1920 р. У книзі в оригінальній художній формі зображено криваві події в Україні 1918─1920 рр. та їхні наслідки для людини й суспільства. Збірка є правдивим і водночас страшним свідченням письменника про свій час. Поет присвятив збірку Григорію Саввовичу Сковороді.

## Видання збірки
Перше видання збірки вийшло у 1920 р. у київському видавництві «Друкарь» за редакцією Миколи Зерова. Але у зв'язку з ідейним наповненням, яке не відповідало вимогам соціалістичної ідеології, книга піддана суворій критиці і за життя поета не перевидавалась. Окремі твори з неї друкувались у першому томі двотомного видання поезій П. Тичини (К. : Дніпро, 1976). Лише в дванадцятитомному зібранні творів збірка знову побачила світ, хоча й зі значними скороченнями.

## Склад і структура збірки
Збірка «Замісць сонетів і октав» складається з 23 творів: «Уже світає, а ще імла…», «Осінь», «Антистрофа», «Терор», «Антистрофа», «Лю», «Антистрофа», «Найвища сила», «Антистрофа», «Ритм», «Антистрофа», «Евое!», «Антистрофа», «Хто скаже», «Антистрофа», «Шовіністичне», «Антистрофа», «Іспит», «Антистрофа», «Порожнеча», «Антистрофа», «Кукіль», «Антистрофа».
Щодо форми твори збірки є ритмічною поезією в прозі. Поет використав прийоми античної лірики і трагедії: вірші побудовані попарно, на зіставленні ─ теза й антитеза. Тобто до основного мотиву першого твору (строфи) повертаємося ще раз в другому (антистрофі). В античній літературі такий прийом використовував Софокл («Едіп-цар»). Пізніше до нього зверталися французький поет П'єр де Ронсар (XVI ст.) та російський ─ Федір Тютчев (XIX ст.). В Україні першим був П. Тичина.
Порушення класичної тричленної форми, використання лише двох її компонентів замість трьох вказує на дисгармонію, наявність антитези, конфлікту в повній протиріч і неспокою дійсності початку XX ст.
Стосовно назви П. Тичина зумисне акцентує: «замісць». Він був переконаний, що «краса» нового ─ соціалістичного ─ дня не потребує рафіновано-витончених сонетів та октав. Адже на фоні активно утверджуваної уже в ті роки маршово-лозунгової віршотворчості (наприклад «лірика червоних зір» В. Еллана-Блакитного) вони видаються просто чужими. Поет у нотатках до щоденника-повісті «Подорож з капелою К. Г. Стеценка» зазначав: «У час революції захоплюватись сонетами та октавами ─ це справжнє назадництво. Це боязнь нового. Ось вийшла моя книга „Замісць сонетів і октав“. Чи скаже ж хоч хто-небудь із критиків, чого я так назвав цю книгу?»
Ритмічна проза збірки схожа на лаконічні щоденникові записи, занотовані людиною в хвилини емоційного збудження, піднесеного настрою. Мова П. Тичини афористична, зі складною ритмічною організацією, багата на символи та метафори. Це все йде від Г. Сковороди. Недарма збірка присвячена цьому великому філософу і поетові.
З огляду на специфіку побудови збірки «Замісць сонетів і октав», яка унеможливлює цілісне й адекватне її сприйняття за умови відсутності хоча б одного компонента, зважаючи на нерозривність і підпорядкованість усіх поезій спільній темі, ідеї та проблематиці, Ю. Тітаренко пропонує розглядати цю книгу не просто як збірку окремих поетичних творів, а як один цілісний твір ─ поему, яка складається з прологу й одинадцяти глав («Уже світає, а ще імла…» ─ пролог, глави: 1. «Осінь» ─ «Антистрофа». 2. «Терор» ─ «Антистрофа». 3. «Лю» ─ «Антистрофа». 4. «Найвища сила» ─ «Антистрофа». 5. «Ритм» ─ «Антистрофа». 6. «Евое!» ─ «Антистрофа». 7. «Хто скаже» ─ «Антистрофа». 8. «Шовіністичне» ─ «Антистрофа». 9. «Іспит» ─ «Антистрофа». 10. «Порожнеча» ─ «Антистрофа». 11. «Кукіль» ─ «Антистрофа»).

## Характеристика поезій збірки
Збірка «Замісць сонетів і октав» відкривається вступною поезією «Уже світає, а ще імла…», яка не має антистрофи. Ця поезія є своєрідним прологом, замальовкою. Читач знайомиться з картиною революційних подій, які в повному обсязі розкриваються в наступних поезіях. Використовуючи загальні філософські та соціальні поняття («світає», «імла», «промінні заори», «хмари», «фанфари», «сурми та гармати»), П. Тичина говорить про причини кровопролиття на землі. Оповідь ведеться від імені ліричного героя, для якого головне ─ мир на землі загалом і в душі кожної людини зокрема. Він не виправдовує жодну з ворогуючих сторін: «Прокляття всім, прокляття всім, хто звіром став!». Л. Новиченко з цього приводу зазначав: «Гіркі інвективи поета адресовані обом протилежним (чи всім протиставним) сторонам, що боролися».
В поезії «Осінь» показана історична ситуація, що склалася у світі в першій половині XX ст.: «На культурах усього світу майові губки поросли». Маються на увазі революції, які накрили не лише Україну, але й світ. У творі зустрічаємо протиставлення світла і темряви, міста і села, що можна трактувати як намагання побудувати революційними діячами новий світ замість старого, вже зруйнованого. В «Антистрофі» автор говорить про необхідність протистояти злу, використовуючи мистецтво слова.
У наступній парі поезій «Терор» ─ «Антистрофа» поет виставляє рахунок революції за те, що вона пробудила в людині звіра («Велика ідея потребує жертв. Але хіба то є жертва, коли звір звіра їсть?», коли «жорстокий естетизм… любується з перерізаного горла?»); доводить, що обіцяні переможцями «аероплани й усе довершенство техніки» ─ ні до чого, якщо «люди одне другому в вічі не дивляться».
В поезіях «Лю» ─ «Антистрофа» автор знову вводить читача у коло проблем культури. Ліричний герой розмірковує над ідеєю вічності краси як основи мистецтва.
Поезія «Найвища сила» будується на протиставленні сили зброї і крику та сили доброти і музики. Остання пара веде до «воскресіння людського духу» ─ Великодня. Далі ця ідея розгортається в антистрофі, вказуючи на необхідність музики та музичного слуху суспільству та людині, які можливі лише за умови єдності Духу й Матерії.
В парі «Ритм» ─ «Антистрофа» показано неможливість існування гармонії як в охопленому темрявою світі, так і в душі людини, духовні очі якої «незрячі».
У поезії «Евое!» представлено роздуми про сутність революції: «Революція єсть трагічна лірика, а не драма». Взагалі Евое! ─ це вигук радості на святах давніх греків. П. Тичина вдало використав це слово, передавши безглузду радість від обіцянок більшовиків і сліпу віру народу у «велику ідею».
В антистрофі до строфи «Евое!» автор говорить про «досконалість» політичної партії. Адже вона «дивиться на людину як на скарб світовий». П. Тичина висуває звинувачення за те, що нашу національну ідею «висипають», як попіл, «під тин», а не на город, для проростання в майбутньому.
В творі «Хто скаже» поет порівнює революцію з «висипним тифом». Перед читачем постає образ молодого новеліста, який в умовах війни, на фоні вибухів висловлює такі думки: «…не хочу, не можу писати! Місто гнітить, життя нервує». Замість того, щоб відкрити очі народові він збирається збігти «на село». Тут яскраво прослідковується думка про місіонерську роль письменників. В «Антистрофі» автор показує страшні наслідки революції: голод, погіршення економічної ситуації, духовне зубожіння людей.
Поезія «Шовіністичне» вже своєю назвою розкриває зміст. Хіба любов до власного народу, з якого насміхаються, який обкрадають і принижують, ─ це шовінізм? У поезії наголошується, що громадянська війна в Україні породжена конфліктами всередині самого українського народу.
В «Антистрофі» автор дає повну характеристику політичних сил, які брали участь у громадянській війні 1917 р. Він розмежовує ліві, пробільшовицькі, сили і праві, які заперечували принципи марксизму-ленінізму. Але жодну сторону не підтримує. За приклад ставить вчення Христа, до якого треба всім рівнятись.
Поезію «Іспит» більшість дослідників вважають основною, кульмінаційною у збірці. Промовистим є останній рядок, в якому проводиться паралель між Г. Сковородою і Христом. «Жорстокому естетизмові» у мистецтві, що закликає до зброї й убивств, автор протиставляє християнську творчість Г. Сковороди.
У поезіях «Порожнеча» ─ «Антистрофа» автор ніби підсумовує все сказане у попередніх творах збірки. Образи, нанизуючись один на одного, створюють картину приреченості, безвиході у світі, де канонади і насильницькі смерті стали буденним явищем.
У завершальній парі поезій «Кукіль» ─ «Антистрофа» через образи розстріляних серця і душі стверджується думка про духовну загибель людини. Вона перетворилася на спустошену істоту. Орел, Тризубець, Серп і Молот намагаються зайняти в душі людини місце вбитого ними Духа. Страшною є остання строфа, яка виражає вагання поета: «Хіба й собі поцілувати пантофлю Папи?». Тобто змиритися з дійсністю, в якій «звір звіра їсть». В образі Папи зображено марксистів-леніністів, які й довели народ до такого стану.

## Основні теми, мотиви та образи збірки
Основні теми у збірці «Замісць сонетів і октав» такі: тема становища людини в умовах громадянської війни, коли «всі звірі»; тема культури, мистецтва, поезії та призначення митця; тема всесвіту і людини (закон ритму, гармонія Всесвіту, рух як першооснова світу, пізнання Творця через його творіння, єдність Духу та Матерії). Зважаючи на тематику збірки, в ній можна визначити такі проблеми: добра і зла, духовності й бездуховності, сенсу буття, пошуку істини, вічності й минущості, життя і смерті, щастя й горя, гармонії і дисгармонії, душі й тіла та ін.
У збірці прослідковуються такі мотиви: мотив пошуку засобу боротьби з озвірінням, втратою духовності; мотив боротьби добра і зла, світла і темряви, Бога і диявола; мотив жіночої долі.
Основні образи:
- образ матері, який є уособленням любові, духовності, джерелом життя. Втрата цих цінностей передається через образ мертвої матері, який зустрічаємо в кінці книги;
- образ дівчини;
- образ жінки;
- образ старчихи;
- образ води;
- образ вітру;
- образ вікна;
- образ дитини;
- образ людини з простреленою головою та ін.